# ROH World Six-Man Tag Team Championship
El ROH World Six-Man Tag Team Championship (Campeonato Mundial en Parejas de Seis Hombres de ROH en español) es un campeonato de lucha libre profesional de Ring of Honor. El campeonato fue creado el 30 de agosto de 2016, cuando fue anunciado en una conferencia de prensa, y marcó el primer campeonato creado por ROH tras seis años desde la creación en 2010 del ROH World Television Championship. Los campeones actuales son The Sons of Texas (Dustin Rhodes, Marshall & Ross Von Erich).
ROH promocionó el título como el primero en 30 años en que una promoción de lucha libre americana de primer nivel tuviera un campeonato en Parejas de Seis-Hombres. Luego de la creación, se realizó un torneo para definir a los primeros campeones, el cual tuvo su final el 2 de diciembre de 2016 siendo ganado por The Kingdom (Matt Taven, TK O'Ryan & Vinny Marseglia).

## Historia
Tras una conferencia de prensa, la promoción anunció la creación de un nuevo campeonato en parejas, aunque con la modalidad variada de tres luchadores como campeones, en vez del tradicional equipo de dos luchadores. De paso, Ring of Honor impuso la marca de que ninguna de las más grandes empresas de lucha libre, había buscado la creación de un título de tríos, siendo ellos los primeros en 30 años. Para coronar a los primeros campeones, se inició un torneo el cual terminaría el 2 de diciembre de 2016. Entre los participantes del torneo se encontraban ACH/Lio Rush, Jay White & Kushida; The Addiction (Christopher Daniels y Frankie Kazarian) & Kamaitachi; The Briscoes (Jay Briscoe y Mark Briscoe) & Toru Yano; The Hung Bucks (Adam Page, Matt Jackson & Nick Jackson); The Cabinet (Caprice Coleman, Kenny King & Rhett Titus); Jason Kincaid, Leon St. Giovanni & Shaheem Ali; The Kingdom (Matt Taven, TK O'Ryan & Vinny Marseglia); Team CMLL (Hechicero, Okumura & Último Guerrero). Finalmente en el día de la final, los miembros de The Kingdom terminaron siendo los vencedores de la final por el inaugural campeonato de tríos.

### Torneo por el título
|  | First round | First round              | First round |             |                   | Semifinals        | Semifinals | Semifinals |  |                    | Final              | Final | Final |  |
|  |             |                          |             |             |                   |                   |            |            |  |                    |                    |       |       |  |
|  |             |                          |             |             |                   |                   |            |            |  |                    |                    |       |       |  |
|  | 1           | ACH/White/Kushida        | Pin         |             |                   |                   |            |            |  |                    |                    |       |       |  |
|  | 1           | ACH/White/Kushida        | Pin         |             |                   |                   |            |            |  |                    |                    |       |       |  |
|  | 8           | Briscoes/Yano            | 14:00       |             |                   |                   |            |            |  |                    |                    |       |       |  |
|  | 8           | Briscoes/Yano            | 14:00       |             | ACH/White/Kushida | ACH/White/Kushida | Pin        |            |  |                    |                    |       |       |  |
|  |             |                          |             |             | ACH/White/Kushida | ACH/White/Kushida | Pin        |            |  |                    |                    |       |       |  |
|  |             |                          | The Cabinet | The Cabinet | 11:42             |                   |            |            |  |                    |                    |       |       |  |
|  | 5           | The Cabinet              | The Cabinet | The Cabinet | 11:42             | Pin               |            |            |  |                    |                    |       |       |  |
|  | 5           | The Cabinet              |             |             |                   |                   |            |            |  |                    |                    |       |       |  |
|  | 4           | Kincaid/St. Giovanni/Ali | 9:31        |             |                   |                   |            |            |  |                    |                    |       |       |  |
|  | 4           | Kincaid/St. Giovanni/Ali | 9:31        |             |                   |                   |            |            |  | White/Kushida/Rush | White/Kushida/Rush | Pin   |       |  |
|  |             |                          |             |             |                   |                   |            |            |  | White/Kushida/Rush | White/Kushida/Rush | Pin   |       |  |
|  |             |                          | The Kingdom | The Kingdom | 17:00             |                   |            |            |  |                    |                    |       |       |  |
|  | 3           | Bullet Club              | The Kingdom | The Kingdom | 17:00             | Pin               |            |            |  |                    |                    |       |       |  |
|  | 3           | Bullet Club              |             |             |                   |                   |            |            |  |                    |                    |       |       |  |
|  | 6           | The Kingdom              | 12:02       |             |                   |                   |            |            |  |                    |                    |       |       |  |
|  | 6           | The Kingdom              | 12:02       |             | The Kingdom       | The Kingdom       | Pin        |            |  |                    |                    |       |       |  |
|  |             |                          |             |             | The Kingdom       | The Kingdom       | Pin        |            |  |                    |                    |       |       |  |
|  |             |                          | Team CMLL   | Team CMLL   | 9:34              |                   |            |            |  |                    |                    |       |       |  |
|  | 7           | Addiction/Kamaitachi     | Team CMLL   | Team CMLL   | 9:34              | Pin               |            |            |  |                    |                    |       |       |  |
|  | 7           | Addiction/Kamaitachi     |             |             |                   |                   |            |            |  |                    |                    |       |       |  |
|  | 2           | Team CMLL                | 11:12       |             |                   |                   |            |            |  |                    |                    |       |       |  |
|  | 2           | Team CMLL                | 11:12       |             |                   |                   |            |            |  |                    |                    |       |       |  |
|  |             |                          |             |             |                   |                   |            |            |  |                    |                    |       |       |  |

## Campeones
El Campeonato Mundial de Tríos en Parejas de ROH es un campeonato en parejas creado por Ring of Honor en 2016. Los campeones inaugurales fueron The Kingdom (Matt Taven, TK O'Ryan & Vinny Marseglia), quienes ganaron un torneo con final en Final Battle, y desde entonces ha habido 13 distintos equipos y 35 luchadores campeones oficiales, repartidos en 18 reinados en total.
El reinado más largo en la historia del título le pertenece a Mexa Squad (Bandido, Flamita & Rey Horus), quienes mantuvieron el campeonato por 405 días. Por otro lado, el reinado más corto en la historia del título le pertenece a The Elite ("Hangman" Adam Page, Kaun & Toa Liona), quienes mantuvieron el campeonato por 42 días. Aquel reinado es el más corto en la historia del campeonato.
En cuanto a los días en total como campeones (un acumulado entre la suma de todos los días de los reinados individuales de cada luchador), Mexa Squad — Bandido, Flamita & Rey Horus —  también poseen el primer lugar, con 405 días como campeones. Les siguen The Mogul Embassy — Brian Cage, Kaun & Toa Liona (361 días en sus dos reinados), The Kingdom — Matt Taven, TK O'Ryan & Vinny Marseglia — (304 días en sus tres reinados), Villain Enterprises — Marty Scurll, Brody King & PCO (301 días en su primer reinado) y Shane Taylor Promotions — Shane Taylor, Kaun & Moses (294 días en su primer reinado). En cuanto a los días en total como campeones de manera individual, Kaun es el campeón con el más días acumulados con el campeonato (655 días en sus tres reinados). Le sigue Vinny Marseglia/Vincent (528 días en sus cuatro reinados), y Bandido, Flamita y Rey Horus (los tres con 403 días en sus únicos reinados).
En cuanto al peso de los campeones, Shane Taylor es el más pesado con 143 kilogramos, mientras que Matt Jackson es el más liviano con 78 kilogramos.
Por último, The Kingdom es el equipo con más reinados con tres, le sigue Dalton Castle & The Boys, The Hung Bucks/The Elite y The Mogul Embassy con dos. Individualmente, Vinny Marseglia es el luchador con más reinados con cuatro, le sigue Matt Taven, TK O'Ryan, Matt Jackson y Nick Jackson y Kaun con tres.

### Campeones actuales
Los campeones actuales son The Sons of Texas (Dustin Rhodes, Marshall & Ross Von Erich), quienes se encuentran en su primer reinado en conjunto. Rhodes, Marshall y Ross ganaron el título tras derrotar a The Undisputed Kingdom (Roderick Strong, Matt Taven & Mike Bennett) por el título vacante el 27 de julio de 2024 en Battle of the Belts XI.
The Sons of Texas registran hasta el 28 de julio de 2025 las siguientes defensas televisadas:
1. vs. Cage Of Agony (Bishop Kaun, Brian Cage & Toa Liona) (28 de julio de 2024, ROH on Honor Club)
2. vs. Iron Savages (Boulder, Bronson & Jacked Jameson) (28 de julio de 2024, ROH on Honor Club)
3. vs. Johnny TV & MxM Collection (Mansoor & Mason Madden) (12 de abril de 2025, ROH on Honor Club)

### Lista de campeones
| N.º | Campeones                                                                          | Lucha                    | Lucha                        | Lucha                              | Estadísticas | Estadísticas | Notas y referencias |
| N.º | Campeones                                                                          | Fecha                    | Evento                       | Ubicación                          | Reinado      | Días         | Notas y referencias |
| --- | ---------------------------------------------------------------------------------- | ------------------------ | ---------------------------- | ---------------------------------- | ------------ | ------------ | --- |
| 1   | The Kingdom (Matt Taven (1), TK O'Ryan (1) & Vinny Marseglia (1))                  | 2 de diciembre de 2016   | Final Battle                 | Nueva York, Nueva York             | 1            | 99           | Derrotaron a Jay White, Kushida y Lio Rush en la final de un torneo para convertirse en los campeones inaugurales. |
| 2   | Bully Ray (1) & The Briscoes (Jay Briscoe (1) & Mark Briscoe (1))                  | 11 de marzo de 2017      | Ring of Honor Wrestling      | Las Vegas, Nevada                  | 1            | 104          | Silas Young sustituyó a TK O'Ryan, quien no pudo defender el título por lesión. Emitido el 11 de abril de 2017. |
| 3   | Dalton Castle (1) & The Boys (1) (Brandon Tate (1) & Brent Tate (1))               | 23 de junio de 2017      | Best in the World            | Lowell, Massachusetts              | 1            | 58           | Los miembros de The Boys no entregaron sus nombres individuales. |
| 4   | The Hung Bucks (Adam Page (1), Matt Jackson (1) & Nick Jackson (1))                | 20 de agosto de 2017     | War of the Worlds UK         | Edimburgo, Escocia                 | 1            | 201          | The Hung Bucks ganaron los títulos, sin embargo, otros miembros del Bullet Club tenían permitido defender los títulos debido a las Bullet Club Rules. |
| 5   | SoCal Uncensored (Christopher Daniels (1), Frankie Kazarian (1) & Scorpio Sky (1)) | 9 de marzo de 2018       | ROH 16th Anniversary Show    | Las Vegas, Nevada                  | 1            | 61           | [ 11 ] |
| 6   | The Kingdom (Matt Taven (2), TK O'Ryan (2) & Vinny Marseglia (2))                  | 9 de mayo de 2018        | War of the Worlds: Lowell    | Lowell, Massachusetts              | 2            | 74           | [ 12 ] |
| 7   | Bullet Club (Cody (1), Matt Jackson (2) & Nick Jackson (2))                        | 21 de julio de 2018      | Ring of Honor Wrestling      | Atlanta, Georgia                   | 1            | 106          | [ 13 ] |
| 8   | The Kingdom (Matt Taven (3), TK O'Ryan (3) & Vinny Marseglia (3))                  | 4 de noviembre de 2018   | Survival of the Fittest      | Columbus, Ohio                     | 3            | 132          | [ 14 ] |
| 9   | Villain Enterprises (Brody King (1), Marty Scurll (1) & PCO (1))                   | 16 de marzo de 2019      | Ring of Honor Wrestling      | Sunrise Manor, Nevada              | 1            | 301          | [ 15 ] |
| 10  | Mexa Squad (Bandido (1), Flamita (1) & Rey Horus (1))                              | 11 de enero de 2020      | Sunday Night at Center Stage | Atlanta, Georgia                   | 1            | 406          | Flip Gordon sustituyó a PCO, quien no pudo defender el título por su defensa del Campeonato Mundial de ROH esa misma noche. Este es el reinado más largo de la historia del campeonato. |
| 11  | Shane Taylor Promotions (Kaun (1), Moses (1) & Shane Taylor (1))                   | 20 de febrero de 2021    | Ring of Honor Wrestling      | Baltimore, Maryland                | 1            | 294          | [ 17 ] |
| 12  | The Righteous (Vincent (4), Bateman (1) & Dutch (1))                               | 11 de diciembre de 2021  | Final Battle                 | Baltimore, Maryland                | 1            | 224          | Vincent anteriormente conocido como Vinny Marseglia. O'Shay Edwards reemplazó a Shane Taylor que tenía un combate más tarde esa noche contra Kenny King. |
| 13  | Dalton Castle (2) & The Boys (2) (Brandon Tate (2) & Brent Tate (2))               | 23 de julio de 2022      | Death Before Dishonor        | Lowell, Massachusetts              | 2            | 140          | [ 19 ] |
| 14  | The Mogul Embassy (Brian Cage (1), Kaun (2) & Toa Liona (1))                       | 10 de diciembre de 2022  | Final Battle                 | Arlington, Texas                   | 1            | 284          | [ 20 ] |
| 15  | The Elite ("Hangman" Adam Page (2), Matt Jackson (3) & Nick Jackson (3))           | 20 de septiembre de 2023 | Rampage: Grand Slam          | Flushing Queens, Nueva York        | 2            | 42           | Emitido el 22 de septiembre. Anteriormente conocidos como The Hung Bucks. Fue la primera vez que el campeonato se defendía en un show de AEW. Este es el reinado más corto en la historia del campeonato. |
| 16  | The Mogul Embassy (Brian Cage (2), Kaun (3) & Toa Liona (2))                       | 1 de noviembre de 2023   | Dynamite                     | Louisville, Kentucky               | 2            | 77           | [ 22 ] |
| 17  | The Bang Bang Gang (Jay White (1), Austin Gunn (1) & Colten Gunn (1))              | 17 de enero de 2024      | Dynamite                     | North Charleston, Carolina del Sur | 1            | 175          | Durante su reinado, ganaron el Campeonato Mundial de Tríos de AEW. |
| —   | Vacante                                                                            | 10 de julio de 2024      | Collision                    | Calgary, Canadá                    | —            | —            | Fueron despojados del campeonato por el vicepresidente ejecutivo interino de AEW, Christopher Daniels, después de que Jay White sufriera una lesión, anulando el intento de Bang Bang Gang de invocar la Freebird Rule para permitir que Juice Robinson defendiera el título en lugar de White. Este episodio se emitió en diferido el 13 de julio de 2024. |
| 18  | The Sons of Texas (Dustin Rhodes (1), Marshall Von Erich (1) & Ross Von Erich (1)) | 27 de julio de 2024      | Battle of the Belts XI       | Arlington, Texas                   | 1            | 366+         | Derrotaron a The Undisputed Kingdom (Roderick Strong, Matt Taven & Mike Bennett) por el título vacante. |

### Total de días con el título
La siguiente lista muestra el total de días que un equipo o un luchador ha poseído el campeonato, si se suman todos los reinados que posee. Actualizado a la fecha del 28 de julio de 2025.

#### Por equipos
A la fecha del 28 de julio de 2025.
| + | Indica a los campeones actuales |

| N.º | Equipo                                                                 | Reinados | Total de días |
| --- | ---------------------------------------------------------------------- | -------- | ------------- |
| 1   | Mexa Squad (Bandido, Flamita & Rey Horus)                              | 1        | 406           |
| 2   | The Sons of Texas (Dustin Rhodes, Marshall & Ross Von Erich)           | 1        | 366+          |
| 3   | The Mogul Embassy (Brian Cage, Kaun & Toa Liona)                       | 2        | 361           |
| 4   | The Kingdom (Matt Taven, TK O'Ryan & Vinny Marseglia)                  | 3        | 304           |
| 5   | Villain Enterprises (Marty Scurll, Brody King & PCO)                   | 1        | 301           |
| 6   | Shane Taylor Promotions (Shane Taylor, Kaun & Moses)                   | 1        | 294           |
| 7   | The Hung Bucks/The Elite (Adam Page, Matt Jackson & Nick Jackson)      | 2        | 243           |
| 8   | The Righteous (Vincent, Bateman & Dutch)                               | 1        | 224           |
| 9   | Dalton Castle & The Boys (Brandon Tate & Brent Tate)                   | 2        | 198           |
| 10  | The Bang Bang Gang (Jay White, Austin Gunn & Colten Gunn)              | 1        | 175           |
| 11  | Bullet Club/The Elite (Cody, Matt Jackson & Nick Jackson)              | 1        | 106           |
| 12  | Bully Ray & The Briscoes (Jay Briscoe & Mark Briscoe)                  | 1        | 104           |
| 13  | SoCal Uncensored (Christopher Daniels, Frankie Kazarian & Scorpio Sky) | 1        | 61            |

#### Por luchador
A la fecha del 28 de julio de 2025.
| + | Indica al campeón actual |

| N.º | Campeón                 | Reinados | Total de días |
| --- | ----------------------- | -------- | ------------- |
| 1   | Kaun                    | 3        | 655           |
| 2   | Vinny Marseglia/Vincent | 4        | 528           |
| 3   | Bandido                 | 1        | 406           |
| 3   | Flamita                 | 1        | 406           |
| 3   | Rey Horus               | 1        | 406           |
| 6   | Dustin Rhodes           | 1        | 366+          |
| 6   | Marshall Von Erich      | 1        | 366+          |
| 6   | Ross Von Erich          | 1        | 366+          |
| 9   | Brian Cage              | 2        | 361           |
| 9   | Toa Liona               | 2        | 361           |
| 11  | Matt Jackson            | 3        | 349           |
| 11  | Nick Jackson            | 3        | 349           |
| 13  | Matt Taven              | 3        | 304           |
| 13  | TK O'Ryan               | 3        | 304           |
| 15  | Brody King              | 1        | 301           |
| 15  | Marty Scurll            | 1        | 301           |
| 15  | PCO                     | 1        | 301           |
| 18  | Moses                   | 1        | 294           |
| 18  | Shane Taylor            | 1        | 294           |
| 20  | Adam Page               | 2        | 243           |
| 21  | Bateman                 | 1        | 224           |
| 21  | Dutch                   | 1        | 224           |
| 23  | Dalton Castle           | 2        | 198           |
| 23  | Brandon Tate            | 2        | 198           |
| 23  | Brent Tate              | 2        | 198           |
| 26  | Jay White               | 1        | 175           |
| 26  | Austin Gunn             | 1        | 175           |
| 26  | Colten Gunn             | 1        | 175           |
| 29  | Cody                    | 1        | 106           |
| 30  | Bully Ray               | 1        | 104           |
| 30  | Jay Briscoe             | 1        | 104           |
| 30  | Mark Briscoe            | 1        | 104           |
| 33  | Christopher Daniels     | 1        | 61            |
| 33  | Frankie Kazarian        | 1        | 61            |
| 33  | Scorpio Sky             | 1        | 61            |

### Mayor cantidad de reinados

#### Por equipos
| Reinados | Luchador (es)                                                         |
| -------- | --------------------------------------------------------------------- |
| 3 veces  | The Kingdom                                                           |
| 2 veces  | Dalton Castle & The Boys, The Hung Bucks/The Elite, The Mogul Embassy |

#### Por luchador
| Reinados | Luchador (es)                                                                       |
| -------- | ----------------------------------------------------------------------------------- |
| 4 veces  | Vinny Marseglia/Vincent                                                             |
| 3 veces  | Matt Taven, TK O'Ryan, Nick Jackson, Matt Jackson, Kaun                             |
| 2 veces  | Dalton Castle, Brandon Tate, Brent Tate, «Hangman» Adam Page, Brian Cage, Toa Liona |